# Мерцедес Лаура Агиар
Мерцедес Лаура Агиар (шп. Mercedes Laura Aguiar; 16. фебруар 1872 − 1. јануар 1958) била је едукаторка и феминисткиња из Доминиканске Републике. Као новинарка и песникиња, писала је дела за промоцију једнакости мушкараца и жена и доминиканског суверенитета, пишући против америчке окупације. Као феминисткиња борила се за бирачко право, право жена на образовање и заштиту при раду жена и деце.

## Младост
Мерцедес Лаура Агиар Мендоза рођена је 16. фебруара 1872. године у Санто Домингу, Доминиканска Република у породици Марије Антоније Мендозе и Еугенија Агиара. Похађала је школу коју је основала Саломе Урена, познату као „Instituto de Señoritas“ и која је била прва високошколска установа у Доминиканској Републици. 1887. године Агиар је била у првом матурском разреду школе заједно са Леонор М. Фелц, Алтаграцијом Х. Пердомо, Луисом О. Пелерано, Каталином Поу и Аном Ј. Пуело.

## Каријера
По завршетку студија, Агиар је почела да предаје на Институту и тамо је остала до 1893. године, када се школа затворила због болести њеног оснивача. Затим је радила у школи коју су основали њена школска другарица Луиса Озема Пелерано и њена сестра Ева Марија а затим је 30 година служила у Институту Саломе Урена.
Када су Сједињене Државе напале и окупирале Доминиканску Републику 1916. године, Агиар се придружила групи жена, формирајући Sociedad Amantes de a Luz (Друштво љубитеља светлости дана). Она је била секретар групе и говорили су против САД које су напале земљу и нарушили њен суверенитет. Служила је у истом својству у Junta Patriótica de Damas (Одбор патриотских дама). Ове даме су тежиле признању не само националних права, већ и женских права и радиле су на разним циљевима, укључујући успостављање материнских и дечјих болница, сиротишта и установе за обуку медицинских сестара; бесплатној здравственој заштити и медицинским услугама за сиромашне, на здравственој кампањи широм земље за заустављање ендемских болести, образовању о исхрани, санитарном смештају и игралиштима за четврти радничке класе и центрима за бригу о деци за мајке које раде; и унапређењу образовања, укључујући школске доручке и ручкове, одговарајућим униформама, развоју школских библиотека и трговинском образовању.
1942. године именована је за делегата за Санто Доминго на Првом конгресу доминиканских жена, чији је циљ био побољшање образовних могућности жена да би побољшале своје социјално-економске и политичке прилике, али и да их учини бољим помоћницима за мушкарце у њиховом животу. Убрзо након конференције, жене су те године стекле право гласа. 1945. године Агиар је била једна од посебних делегата именованих за савете према Конвенцији Доминиканске странке тако да се „Реформа принципа и статута“ бавила бригом о женама. Жене су се залагале за реформе закона о материнству како би заштитиле раднице.
Поред свог предавања и активизма, Агиар је била активна и као писац, објављујући многе чланке у часописима као што су La crónica, La Cuna de América, El Eco de la Opinión, Letras y Ciencias, Listín Diario, и La Revista Literaria. Иако је већина њених дела изгубљена, Адолфина Хенрикез де Смит сакупила је нека од њих и направила мимеографски повез неких од њених најпознатијих дела, укључујући говор који је одржала на Конгресу жена 1942. године. 1937. године, након педесет година подучавања, Министарство просвете јој је одало признање, а влада јој је 1944. године доделила Златну почасну медаљу за образовање.

## Смрт и заоставштина
Агиар је умрла од срчаних тегоба 1. јануара 1958. године у Санто Домингу. Постхумно су за њен допринос развоју образовања у Доминиканској Републици једна улица и школа добили њено име.